# Morín Contreras
Morín Edith Tương phản Concha (sinh ngày 17 tháng 12 năm 1971) là một kế toán viên và chính trị gia người Chile, chiến binh của Đảng Xã hội. Bà là nữ tổng thống đầu tiên của Vùng O'Higgins trong chính phủ thứ hai của Michelle Bachelet, giữa năm 2014 và 2015.
Bà học tại Đại học Santiago de Chile và được chứng nhận là kế toán viên kiểm toán.
Bà làm việc trong khu vực tư nhân, là kiểm toán viên bên ngoài của Ernst & Young, từ năm 1993 đến năm 1995. Năm 1995, bà định cư tại thành phố Rancagua, nơi bà làm kiểm toán viên nội bộ của Bộ phận El Teniente của Codelco năm 1998. 

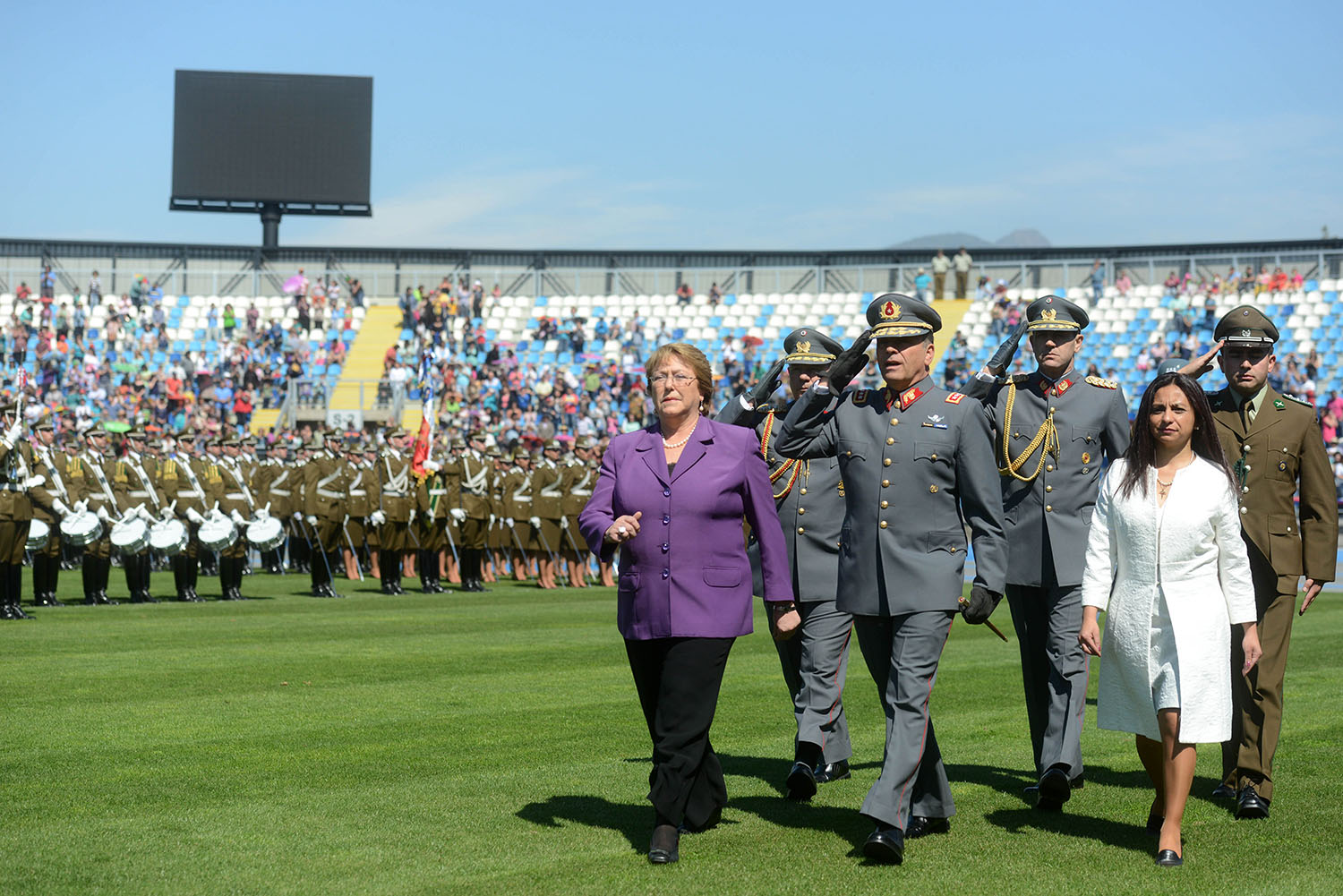
Contreras (áo trắng) với Tổng thống Michelle Bachelet năm 2014.

Bà là Bộ trưởng Bộ Quy hoạch Nhà ở và Đô thị của Vùng O'Higgins, từ năm 2006 đến 2010, và Giám đốc Dịch vụ Nhà ở và Đô thị hóa (SERVIU) cùng khu vực, vào năm 2006. Sau đó, bà là quản trị viên của Đô thị Malloa.
Vào tháng 3 năm 2014, bà trở thành nữ thị trưởng đầu tiên của Vùng O'Higgins, do Tổng thống Michelle Bachelet bổ nhiệm. bà được thay thế bởi Juan Ramón Godoy vào tháng 7 năm 2015.
Trong cuộc bầu cử quốc hội năm 2017, bà được giới thiệu là ứng cử viên cho phó quận 16, tương ứng với các tỉnh Colchagua và Cardenal Caro.